# Yannick
Yannick je francouzský hraný film z roku 2023, který režíroval Quentin Dupieux podle vlastního scénáře. Snímek měl světovou premiéru dne 2. srpna 2023.

## Děj
Během divadelního představení špatné bulvární hry Le Cocu divák jménem Yannick vstane a přeruší představení. Za pomoci svého revolveru hodlá ovládnout večer podle vlastních představ.

## Obsazení
| Raphaël Quenard     | Yannick                 |
| Blanche Gardin      | Sophie Denis            |
| Pio Marmaï          | Paul Rivière            |
| Sébastien Chassagne | William Keller          |
| Agnès Hurstel       | zaměstnanec divadla     |
| Jean-Paul Solal     | starý nespokojený muž   |
| Laurent Nicolas     | muž u počítače          |
| Sava Lolov          | ředitel autoškoly       |
| Charlotte Laemmel   | žena ředitele autoškoly |
| Félix Bossuet       | úzkostný mladík         |

## Ocenění
- Mezinárodní filmový festival v Locarnu: cena Europa Cinema Labels
- Lumières: nominace v kategorii nejlepší scénář (Quentin Dupieux)
- César: nominace v kategoriích nejlepší herec (Raphaël Quenard) a nejlepší herec ve vedlejší roli (Pio Marmaï)